# 发现法国
《发现法国：从大革命到第一次世界大战的历史地理》（The Discovery of France: A Historical Geography, from the Revolution to the First World War）是英国作家格雷厄姆·罗布的一部著作，2007年9月在英国由麥克米倫出版公司出版，同年10月在美国由W·W·诺顿公司出版。这本书是作者在法国各地骑行14，000英里，又进行四年研究的结果。
历史学家安德鲁·赫西为《卫报》撰文，评价这本书是“对法国的过去和现在的优雅、有趣、偶尔辉煌的概述”，指出尽管罗布具有法语文学的学术背景，但是以小说的风格来写，并感叹是由一位英国作家来发现法国历史的这些元素，而法国人自己尚未发现。。在《波士顿环球报》上，理查德·埃德认为，花时间自行车骑行为罗布提供了一种讲述法国历史的新鲜途径，而他在图书馆度过的四年，意味着书中有认真追求的细节，涵盖了各种各样的主题，如道路建设、旅游、明信片、海滨开发、温泉浴场、洞穴探险、填平沼泽和登山时尚，分量太重，使全书偏离了核心主题。
2008年4月28日，该书在伦敦获得皇家文学学会颁发的昂达杰奖 £10,000 奖金，还获得了2007年达夫·库珀奖 £5,000奖金。